# Fyffe
Fyffe é uma cidade  localizada no estado americano do Alabama, no Condado de DeKalb.

## Demografia
Segundo o censo americano de 2000, a sua população era de 971 habitantes.
Em 2006, foi estimada uma população de 1035, um aumento de 64 (6.6%).

## Geografia
De acordo com o United States Census Bureau, a localidade tem uma área de 11,4 km², sem área coberta por água. Fyffe localiza-se a aproximadamente 393 m acima do nível do mar.

## Localidades na vizinhança
O diagrama seguinte representa as localidades num raio de 16 km ao redor de Fyffe.